# Шафранский, Тимофей Потапович
Тимофей Потапович Шафранский (21 февраля (3 февраля) 1906, Корма, Гомельский уезд, Могилёвская губерния — 22 мая 1985, Москва) — инженер зелёного строительства, старший научный сотрудник Академии коммунального хозяйства имени К. Д. Памфилова, кандидат сельскохозяйственных наук, создатель проектов парка Северного речного вокзала в г. Москва, парков Ульяновска, Челябинска, Воркуты.

## Биография
Родился в крестьянской семье белоруса Потапа Егоровича Шафранского и польки Марии Ильиничны, в девичестве Свисловской.
Обучался в Кормянском церковно-приходском училище. Гомельскую мужскую гимназию закончил экстерном в 15 лет. Получил высшее образование в Белорусской сельскохозяйственной академии в Горах-Горках Могилевской губернии, закончил обучение на лесном факультете академии в 1926 году.
С 1928 года трудился в коммунальном хозяйстве г. Москвы в качестве инженера зелёного строительства.
В 1936 году проектирует парк Северного речного вокзала на Химкинском водохранилище(канал имени Москвы).
С началом Великой Отечественной войны участвует в обороне столицы как инженер по проектированию защитных укреплений. В 1943 году уходит на фронт добровольцем. Получает звание старшины, командует ротой ПТР. Участвует в боях на Моонзундском архипелаге, в том числе на острове Сааремаа(Эзель) Награждён орденом Славы III степени, медалями «За отвагу» и «За боевые заслуги».
Автор монографий «Пересадка декоративных деревьев и кустарников в облиственном состоянии» и «Пересадка деревьев и кустарников зимой». Изучал вопросы пересадки деревьев и кустарников-крупномеров в отделе озеленения городов Академии коммунального хозяйства имени К. Д. Памфилова.
Принимал участие в озеленении Волго-Донского канала.
К 100-летию со дня рождения В. И. Ленина приглашался в качестве консультанта по озеленению города Ульяновска. С 1961 по 1975 годы под руководством Шафранского были созданы и обновлены несколько зелёных зон города: парк имени семьи Ульяновых, сад имени К. Маркса, продолжение бульвара Новый Венец, комплекс скверов и цветников возле Ленинского мемориала, малоизвестный ныне Приморский парк в речном порту, сквер у памятника И. А. Гончарову, мемориальная садово-парковая композиция на отрезке бульвара на улице Гончарова (от ул. Минаева до ул. Кузнецова), озеленены территории крупных заводов и многие другие объекты. Многие из этих объектов теперь являются особо охраняемыми природными территориями. По своей планировке, разнообразию декоративных растений, композиционной живописности парки являются образцами садово-паркового искусства.
- Парк семьи Ульяновых, Ульяновск
- Парк Северного речного вокзала в Москве